# Vítek z Příběnic
Vítek V. z Příběnic (též Vítek III. z Rožmberka, v německé literatuře Witiko z Pribenitz, či Witiko III. von Rosenberg, 1168? – 1255 nebo 1256 Sankt Florian) byl český šlechtic z rozrodu jihočeských Rožmberků.

## Život

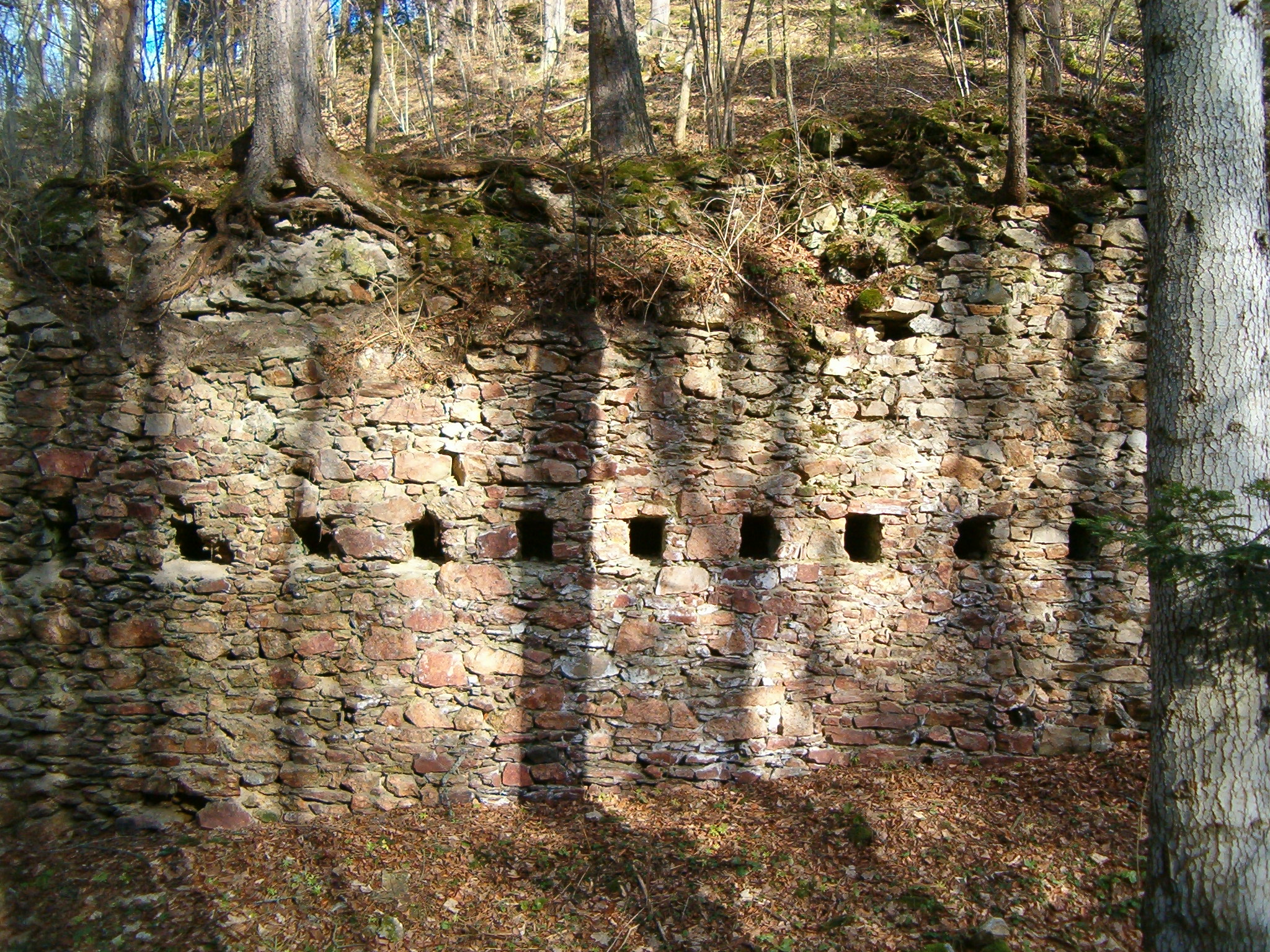
Část příběnického hradu, budova v latránu

Vítek z Příběnic se narodil jako syn Vítka III. z Prčice a Plankenberka, zakladatele rodu Vítkovců a jeho manželky Kunhuty ze Schönheringu, snad vdovy po Engelbertovi II. z Blankenbergu. Měl sestru neznámého jména a bratry Zachaře („Zachariáše“) z Prčice a Plankenberka a Voka I. z Rožmberka, pozdějšího českého nejvyššího maršálka, správce Horních Rakous a zemského hejtmana ve Štýrsku.
Vítek z Příběnic je doložen v letech 1243-1255. Poprvé je v písemnostech zmíněn v roce 1243. Jelikož používal přídomek „z Příběnic“, předpokládá se, že byl stavitelem hradu Příběnice jižně od Tábora. Po Vítkově smrti přešel příběnický hrad na Voka.
Vítkův bratr Vok I. jako první použil predikát „z Rožmberka“, který byl odvozen od hradu Rožmberk.
Není jistě, kde zemřel, ani zda bylo jeho tělo přeneseno do rodinné hrobky kláštera ve Vyšším Brodě, kterou nechal vybudovat Vok. Předpokládané místo úmrtí je v hornorakouském Sankt Florianu.